# Democracia Cristiana Vasca
Democracia Cristiana Vasca (DCV) (en euskera, Euskal Kristau Demokrazia; EKD) fue un partido político español democristiano de la época de la Transición española. No era un partido nacionalista vasco, pero apoyaba la concesión de autonomía al País Vasco, siendo el único partido de centroderecha no nacionalista que lo hacía a comienzos de la Transición. Sus principales dirigentes fueron Julen Guimón y Fernando Buesa.
Creado en 1976 y legalizado a principios de 1977, fue uno de los firmantes del denominado «Compromiso autonómico» en mayo de 1977 (junto con PNV, PSE-PSOE, ANV, PCE-EPK y ESEI), donde se acordaba que fuesen los parlamentarios vascos y navarros salidos de las elecciones quienes redactasen el futuro estatuto de autonomía.
Participó en las primeras elecciones a las Cortes constituyentes españolas (1977) en las tres circunscripciones vascas, pero no en Navarra. Contaba con el apoyo del Equipo de la Democracia Cristiana, que no se presentaba en el País Vasco. Sin embargo, obtuvo unos resultados muy flojos, poco más de 25.000 votos y un 2,58% del electorado, siendo la octava fuerza política del País Vasco y quedándose sin representación parlamentaria. En Guipúzcoa, donde no se presentaron candidaturas de UCD, ni de AP, debido a la presión terrorista de ETA, obtuvo un 5,02% de los sufragios, aunque también lejos de la representación parlamentaria.
Los malos resultados electorales llevaron a la desaparición de esta formación política que pretendía ocupar un espacio de centro autonomista en la política vasca, alejado del nacionalismo vasco, pero también de la tutela de los grandes partidos estatales.
La mayor parte de sus militantes acabaron en UCD; aunque hubo alguno, como el vizcaíno Fernando Buesa (asesinado por ETA en 2000), que acabaría militando en el PSE-PSOE.
Aunque inactivo, DCV-EKD sigue figurando en el registro de partidos políticos del Ministerio del Interior.
- Datos: Q3751732